# William Ormston
William Anthony Ormston va ser un ciclista britànic que va córrer durant el primer quart del segle xx. Va competir sempre com amateur i el seu èxit més important fou la medalla de bronze al Campionat del món de Velocitat de 1922, per darrere del seu compatriota Horace Johnson i del neerlandès Maurice Peeters.
Va prendre part en els Jocs Olímpics, d'Anvers de 1920, en la prova de Tàndem fent parella amb Henry Lee.